# Sisu RA-140 DS
Sisu RA-140 DS (Raisu) – fiński pojazd rozminowujący.
Pojazd rozminowujący Sisu RA-140 DS został wprowadzony do Fińskich Sił Zbrojnych w roku 1994. Pojazd jest wykorzystywany do wytyczania dróg, oczyszczonych z min.
Sisu RA-140 DS wyposażony jest w trał z 82 łańcuchami umocowanymi do obracającego się wału. Obracające się łańcuchy „przekopują ziemię” unieszkodliwiając ładunki o masie do ok. 10 kg. Szerokość oczyszczonej drogi to 3,4 m, a maksymalna prędkość rozminowywania to 6 km/h.
Kabina załogi jest opancerzona, zastosowany pancerz chroni przed ostrzałem z broni kal. 7,62 mm oraz odłamkami, np. detonowanych min. Konstrukcja podwozia pojazdu wytrzymuje wybuch ładunku o masie 10 kg.
Pojazd napędzany jest sześciocylindrowym silnikiem Diesla z turbodoładowaniem (Deutz BF6L913C) o mocy 191,6 KM. Ponadto posiada on automatyczną czterobiegową skrzynię biegów RENK Doromat 874 AM/PTO.

## Użytkownicy
- Finlandia
- Dania: 4 sztuki. Od roku 1996.